# Augusta (Australia Occidental)
Augusta es una ciudad del sudoeste de Australia Occidental, dónde el río Blackwood desemboca en la bahía Flinders. Es la ciudad más cercana a cabo Leeuwin,el punto más sur-occidental de Australia. En 2001 tenía 1,091 habitantes.
La ciudad está en la comarca de Augusta-Margaret River,en el distrito de Leeuwin. Está conectado con Perth vía Transwa servicio SW1.
Augusta fue un destino de vacaciones en el siglo XX, pero en la década de 1960 se convirtió en un lugar de jubilación. En consecuencia subió el precio del suelo y se experimentó un gran cambio social.
- Datos: Q81200
- Multimedia: Augusta, Western Australia / Q81200

1. ↑  Worldpostalcodes.org, código postal n.º 6290.